# Balandougouba
Balandougouba est une sous-préfecture de Guinée, dépendante de la préfecture de Mandiana, située à l'est de la Guinée.